# Pterocryptis burmanensis
Pterocryptis burmanensis es una especie de peces de la familia Siluridae en el orden de los Siluriformes.

## Distribución geográfica
Se encuentra en Indochina.